# Bergzow
Bergzow ist ein Ortsteil der Einheitsgemeinde Elbe-Parey im Landkreis Jerichower Land in Sachsen-Anhalt.

## Geographie
Im Ort treffen sich die Kreisstraßen 1205 und 1206, die Verbindung zum Verwaltungszentrum Parey, zur Stadt Genthin und zum südlich gelegenen Nachbarort Parchen schaffen. Die Kreisstadt Burg ist 23 Kilometer entfernt. Ein Bahnanschluss besteht nicht. Nur noch touristische Bedeutung hat die Nähe zum Elbe-Havel-Kanal, zu dem über den nach dem Ort benannten Bergzower Altkanal eine direkte Wasserverbindung besteht. Während der Bergzower Altkanal, ein Rest des vormaligen Ihlekanals, nach Westen hin die Ortsgrenze bildet, erstreckt sich nach Osten ein schmaler Streifen landwirtschaftlicher Flächen, die nördlich und südlichen von Waldgebieten gesäumt werden.

## Geschichte
Der Ortsname ist slawischen Ursprungs, so dass die Siedlung bereits im 8. oder 9. Jahrhundert bestanden haben dürfte. Aus dieser Zeit stammt eine wendische Wallburg, deren Reste heute 2,5 Kilometer östlich des Ortes am Mönchberg liegen. Im Laufe der Jahrhunderte entwickelte sich der Name über Berkezow (1400), Beekove (1459), Berchzow (1562) zu seiner heutigen Schreibweise, die seit 1786 angewendet wird. 1370 erfolgte die erste urkundliche Erwähnung im Lehnsverzeichnis des Magdeburger Erzbistums, zu dem der Ort bereits seit 1294 gehörte. 
Bereits in der ersten Hälfte des 13. Jahrhunderts wurde eine Kirche errichtet. Bis zum Beginn des 19. Jahrhunderts war Bergzow dem Amt Altenplathow unterstellt, das nach dem Dreißigjährigen Krieg unter die Herrschaft Brandenburg-Preußens kam. Der preußische König Friedrich der Große war es auch, der mit seiner Order zum Bau des Ihlekanals für einen wirtschaftlichen Aufschwung in Bergzow sorgte. 
Mit etwa 750 Söldnern begann 1865 der Kanalbau, für dessen Verlauf das Bett des Flusses Ihle genutzt wurde, und der damit direkt an Bergzow vorbeiführte. Nachdem er 1872 fertiggestellt war, siedelten sich in der Umgebung mehrere Ziegeleien an, die dafür sorgten, dass Bergzower Schiffer den Ziegeltransport über den Kanal bis nach Berlin übernehmen konnten. Die Lehmgruben erschöpften sich mit der Zeit, so dass von ehemals elf Ziegeleien 1920 nur noch eine in Betrieb war. 
Die schon seit 1846 bestehende Bahnlinie Magdeburg–Potsdam mit dem 2,5 Kilometer entfernten Bahnhof Bergzow-Parchen und die um 1900 gebaute Chaussee nach Genthin hatten keine weiteren Industrieansiedlungen gebracht, so dass Bergzow zu Beginn des 20. Jahrhunderts hauptsächlich von der Landwirtschaft lebte. Trotzdem stieg die Zahl der Einwohner von 861 im Jahre 1885 auf 1170 im Jahr 1933. Mit der Fertigstellung des Mittellandkanals 1938 verlor Bergzow auch seine unmittelbare Lage am Kanal, denn das neue Kanalbett verlief jetzt anderthalb Kilometer nördlich des Ortes. 
Am 1. Oktober 1921 wurde der Gutsbezirk Bergzow in die Landgemeinde Bergzow eingemeindet.
1952 schloss mit der Sängerschen Ziegelei der letzte Industriebetrieb bei Bergzow. Im gleichen Jahr wurde der Ort im Zuge der DDR-Gebietsreform in den Kreis Genthin eingegliedert. Ab 1953 wurden die Landwirtschaftsbetriebe in eine LPG überführt. 1964 hatte Bergzow 1041 Einwohner. Am 28. Mai 1994 wurde der Bahnhof Bergzow-Parchen geschlossen.
Am 1. September 2001 schloss sich Bergzow der Einheitsgemeinde Elbe-Parey an.

## Politik
Der Ortschaftsrat Bergzow besteht aus sieben Mitgliedern.
Ortsbürgermeisterin ist Antje Wascher (BVB).

### Wappen
| | Blasonierung: „Geteilt von Silber über Rot; oben sechs rote Ziegel (3:2:1), unten ein silberner Anker.“ |
| Wappenbegründung: Die Farben sind Rot - Weiß (Silber). Die Symbole des Wappens nehmen Bezug auf die früher mit dem Ort verbundene Binnenschifffahrt und auf die einst über 10 Ziegeleien. Da Bergzow einst ein erzbischöfliches Lehen war, wurde auch in den Farben an diese Tradition angeknüpft und das Wappen silbern und rot tingiert. Das Wappen wurde vom Heraldiker Jörg Mantzsch aus Magdeburg gestaltet und am 29. Januar 1999 durch das Regierungspräsidium Magdeburg genehmigt. | |

### Flagge
Die Flagge ist rot-weiß-rot (1:4:1) gestreift (Hissflagge: Streifen von oben nach unten, Querflagge: Streifen von links nach rechts verlaufend) mit dem aufgelegten Wappen der Gemeinde.

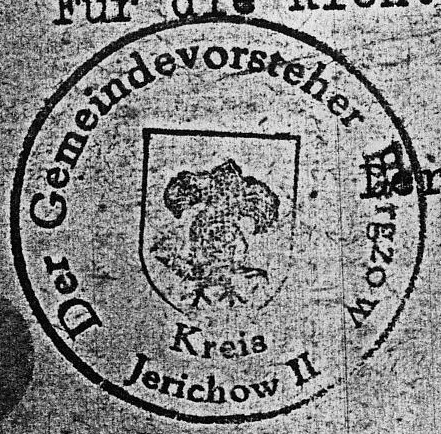
Altes Siegel der Gemeinde Bergzow

### Historisches Siegelbild
Die ehemalige Gemeinde Bergzow führte in ihrem Gemeindesiegel schon einmal ein wappenähnliches Siegelbild. Dieses wurde im Zeitraum nach dem Zweiten Weltkrieg bis ca. der Einführung der Bezirke und Kreise in der DDR (1945–1952) benutzt.
Eine weitere Quelle ist das Kreisheimatmuseum in Genthin.

## Kultur und Sehenswürdigkeiten

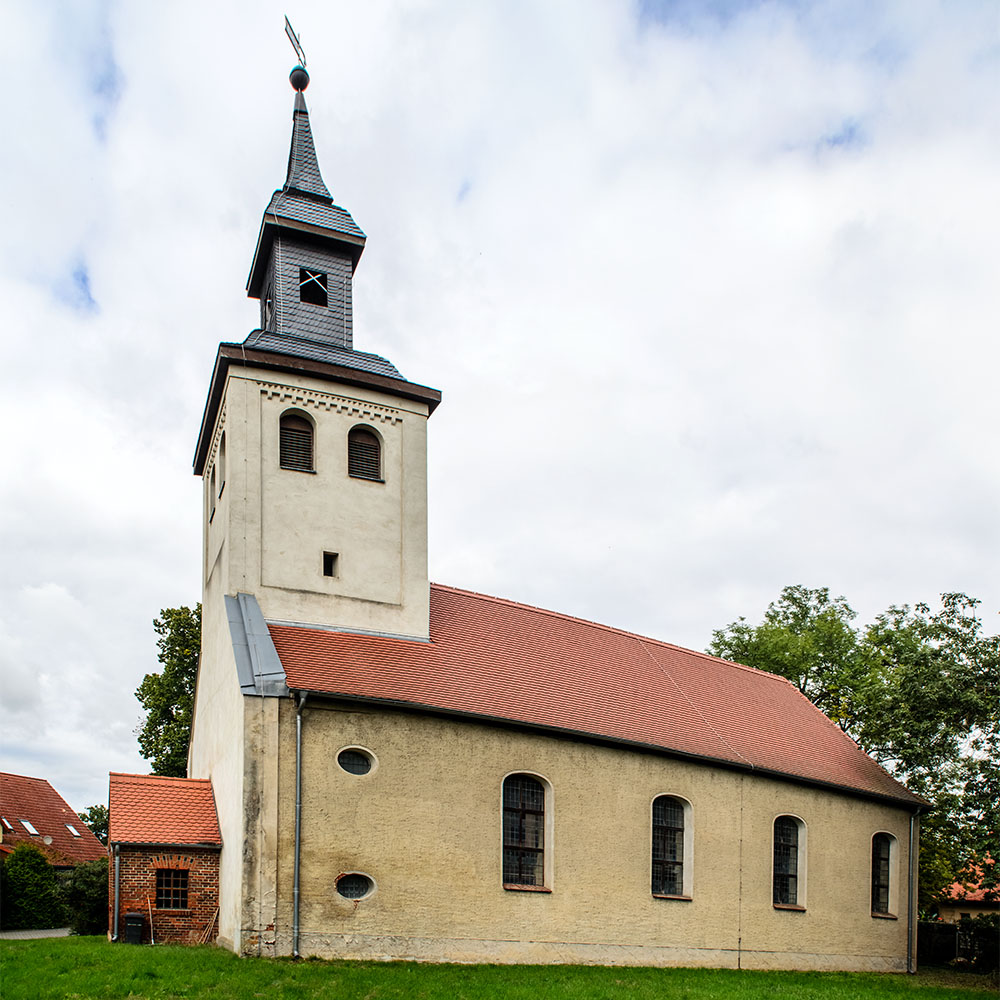
Kirche von Südwest 2024

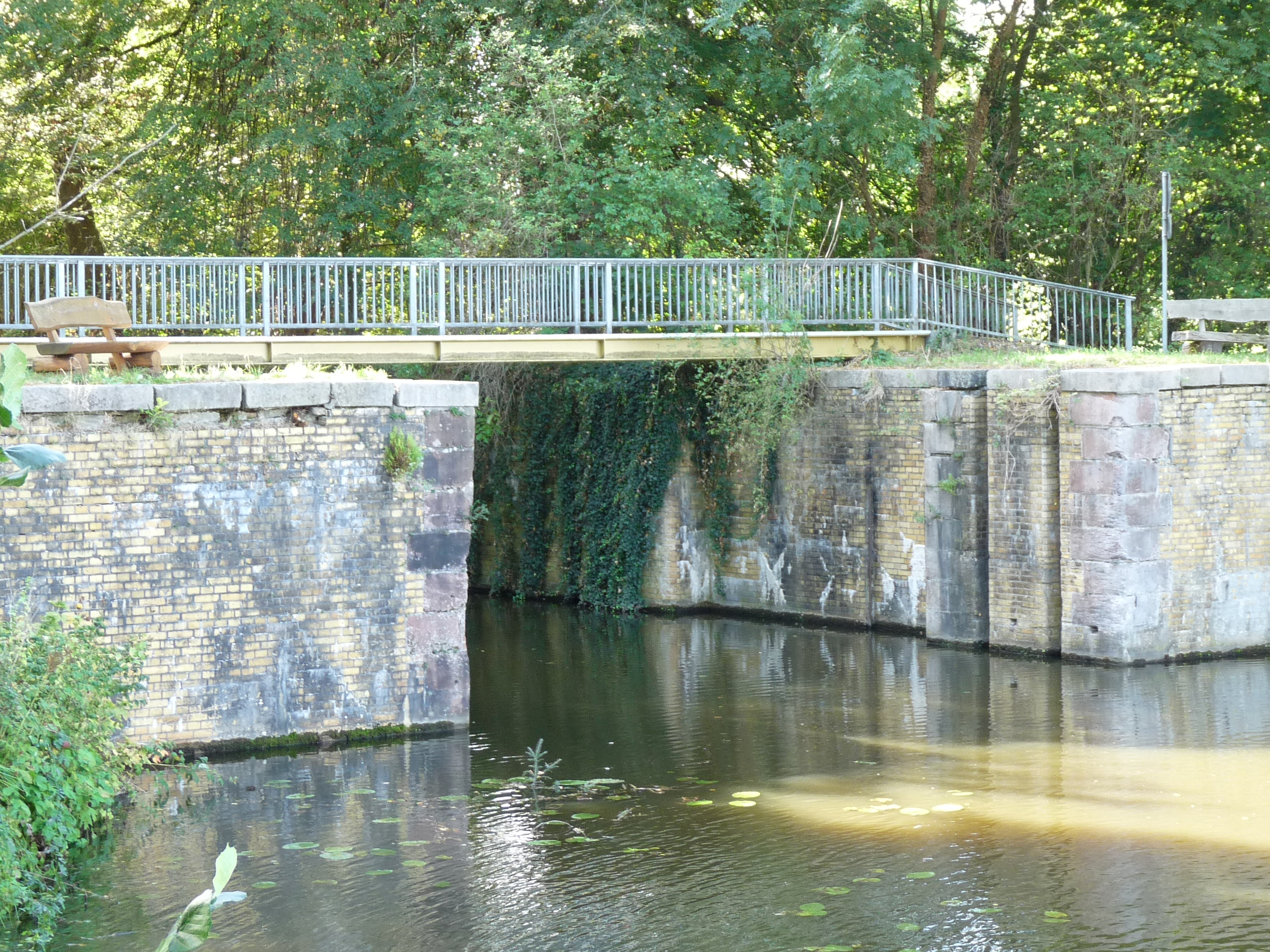
Ehemalige Schleuse Bergzow

- Die zwischen 1120 und 1160 errichtete Dorfkirche Bergzow ist ein später verputzter Backsteinbau, der in den Jahren 2006–2007 und 2009 umfangreich saniert wurde.
- Der Bergzower Altkanal bindet das Dorf an den nahen Elbe-Havel-Kanal an.
- Etwa 2500 Meter östlich des Ortes finden sich auf dem Möncheberg die Reste einer alten Wallburg.[5]
- Westlich am Ortsrand befindet sich die gut erhaltene ehemalige Schleuse Bergzow des früheren Ihlekanals. Die Schleuse hatte eine nutzbare Länge von 47 Meter und ist 8 Meter breit. Die Fallhöhe betrug 2,70 Meter.
- Das Bodendenkmal (ID 428300572) Wüstung Bergzow liegt zwischen der Kirche und dem früheren Ihlekanal.

## Verkehr
Der Bahnhof Bergzow-Parchen lag an der Bahnstrecke Berlin–Magdeburg.

## Persönlichkeiten
- Gerhard Spangenberg (1901–1975), evangelischer Theologe